# Daniel García Rodríguez
Daniel García Rodríguez, meglio noto come Toti (Salamanca, 21 settembre 1987), è un ex calciatore spagnolo, di ruolo centrocampista.

## Carriera
Ha giocato nella seconda divisione spagnola e nella massima serie thailandese.